# 科尔多瓦主教座堂
科尔多瓦圣母升天主教座堂（西班牙語：Catedral de la Asunción de Nuestra Señora），又名科尔多瓦主教座堂（西班牙語：Catedral de Córdoba）、哥多華大教堂或科尔多瓦清真寺（Mezquita de Córdoba）。该建筑为世界遗产科尔多瓦历史中心的一部分，最早建于786年，名为圣文生圣殿（Basílica de San Vicente Mártir）。1238年，收复失地运动后，将清真寺改为罗马天主教的主教座堂。1523年，在穆斯林建筑的中心，开始修建文艺复兴风格的圣殿。科尔多瓦大清真寺是摩尔人建筑中完成度最高、最杰出的作品之一。今天它是科尔多瓦最重要的地标，与格拉纳达的阿尔罕布拉宫同为安达卢西亚建筑的代表。

## 历史
最初，原址上是一座小的西哥特式教堂——圣·文森特·勒兰巴西利卡。伊斯兰势力于公元711年征服西班牙之后，教堂被分成两半。这种伊斯兰教--基督教共生的局面一直持续到公元784年，直到阿卜杜拉赫曼一世将基督教部分买下。原有结构被拆除，并在原址上建立了现在的科尔多瓦大清真寺。在复国运动中，科尔多瓦于1236年重新成为基督教统治地区，大清真寺随即被改建成罗马式天主教堂，16世纪又进一步加建了文艺复兴式的大教堂和中殿。

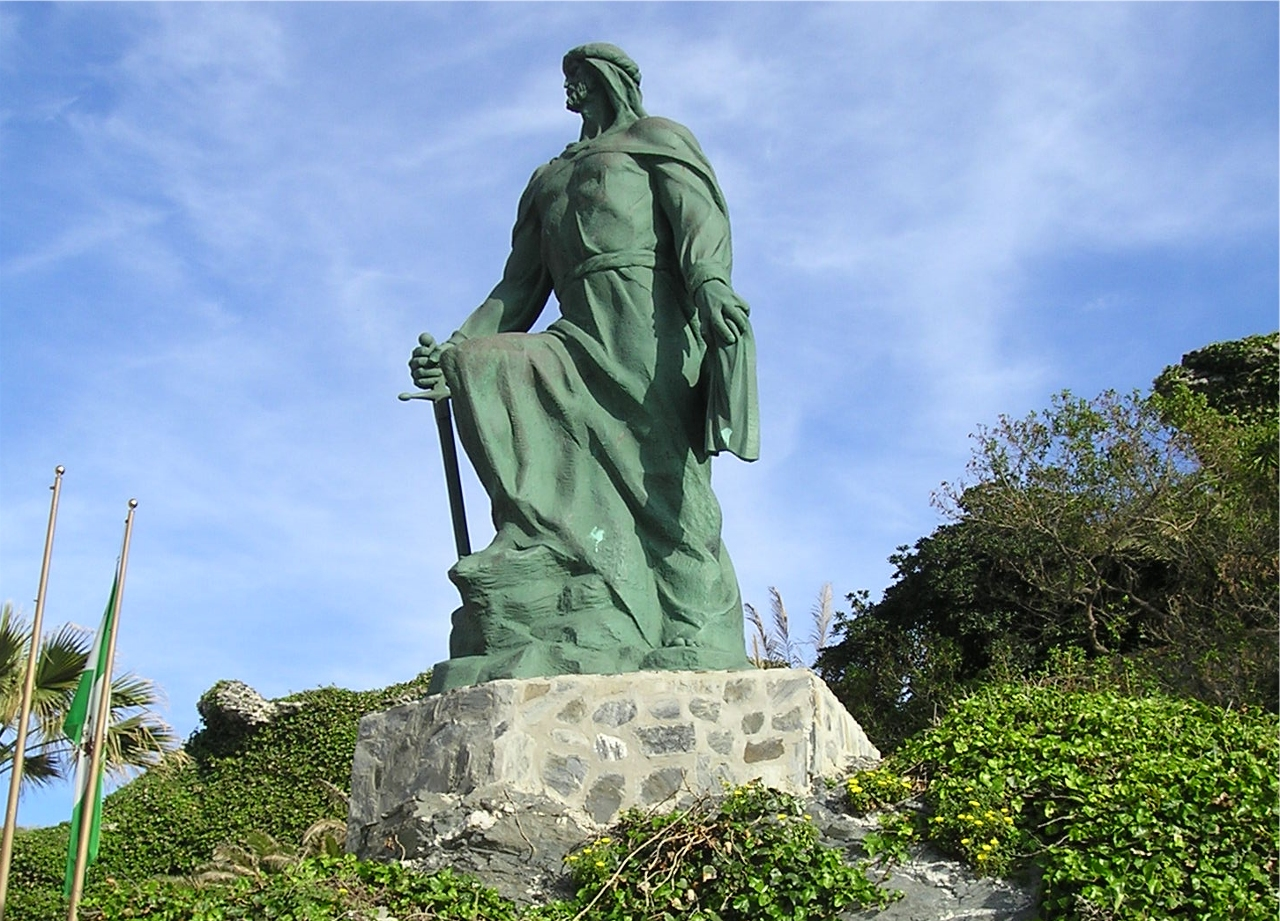
位于西班牙阿尔穆涅卡尔的阿卜杜拉赫曼一世雕像

阿卜杜拉赫曼一世建造清真寺的目的之一，是将它作为王宫的一部分，并以他的妻子命名（科尔多瓦大清真寺最初叫做Aljama Mosque）。一般来讲，清真寺的礼拜堂都朝向圣城麦加，这样，信徒祈祷朝拜时就可以面向麦加方向。事实上，麦加在科尔多瓦清真寺的东南方，但这里的礼拜堂却都基本向着南面。清真寺的建设需求大量的艺术家和工人，也因此广泛的带动了整个地区的发展——从石材开采、运输到矿石冶炼和锻造。最早的平面由叙利亚建筑师设计。阿卜杜拉赫曼一世甚至离开了在科尔多瓦城外缘的府邸，居住在城中，以便能亲自监督工程进展，指导设计。
清真寺经历过数次的改建：阿卜杜拉赫曼二世加盖尖塔，公元961年哈基姆二世进一步扩建，重新装饰了礼拜堂。最后一次大的改建是在公元987年，在阿尔曼索尔统治下。外侧中殿和花园完工后，清真寺终于达到了如今的规模。
在安达卢西亚的伊斯兰世界里，科尔多瓦大清真寺三百年里一直占据着重要地位。在首都科尔多瓦，大清真寺被视为城市的心脏和中心。穆罕默德·伊克巴勒这样描述列柱大厅：“数不清的柱子，就像是叙利亚绿洲里层叠的森林”。对安达卢西亚人来说，大清真寺的美令一切语言失色。

## 图集

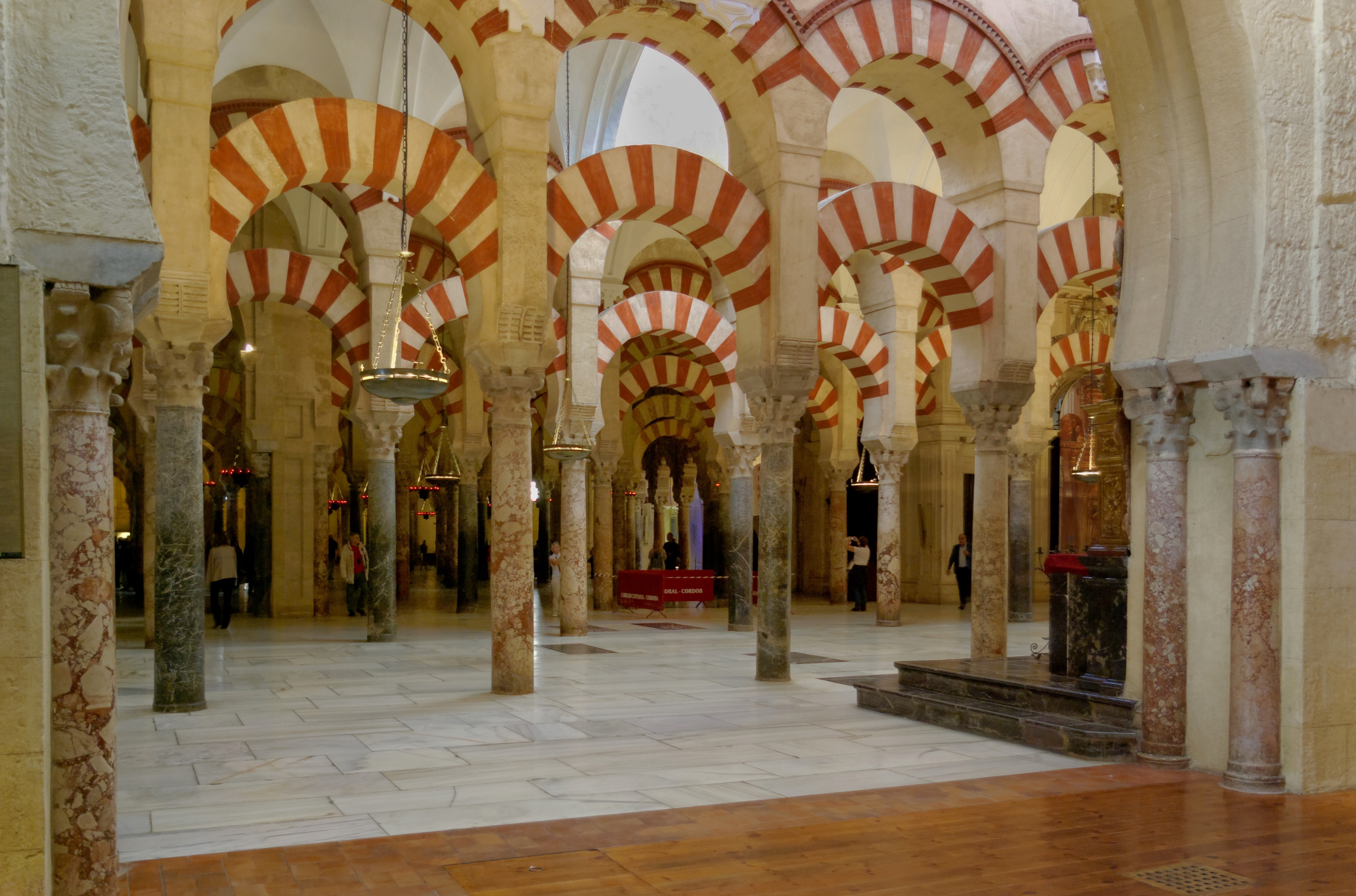
科尔多瓦主教座堂內貌
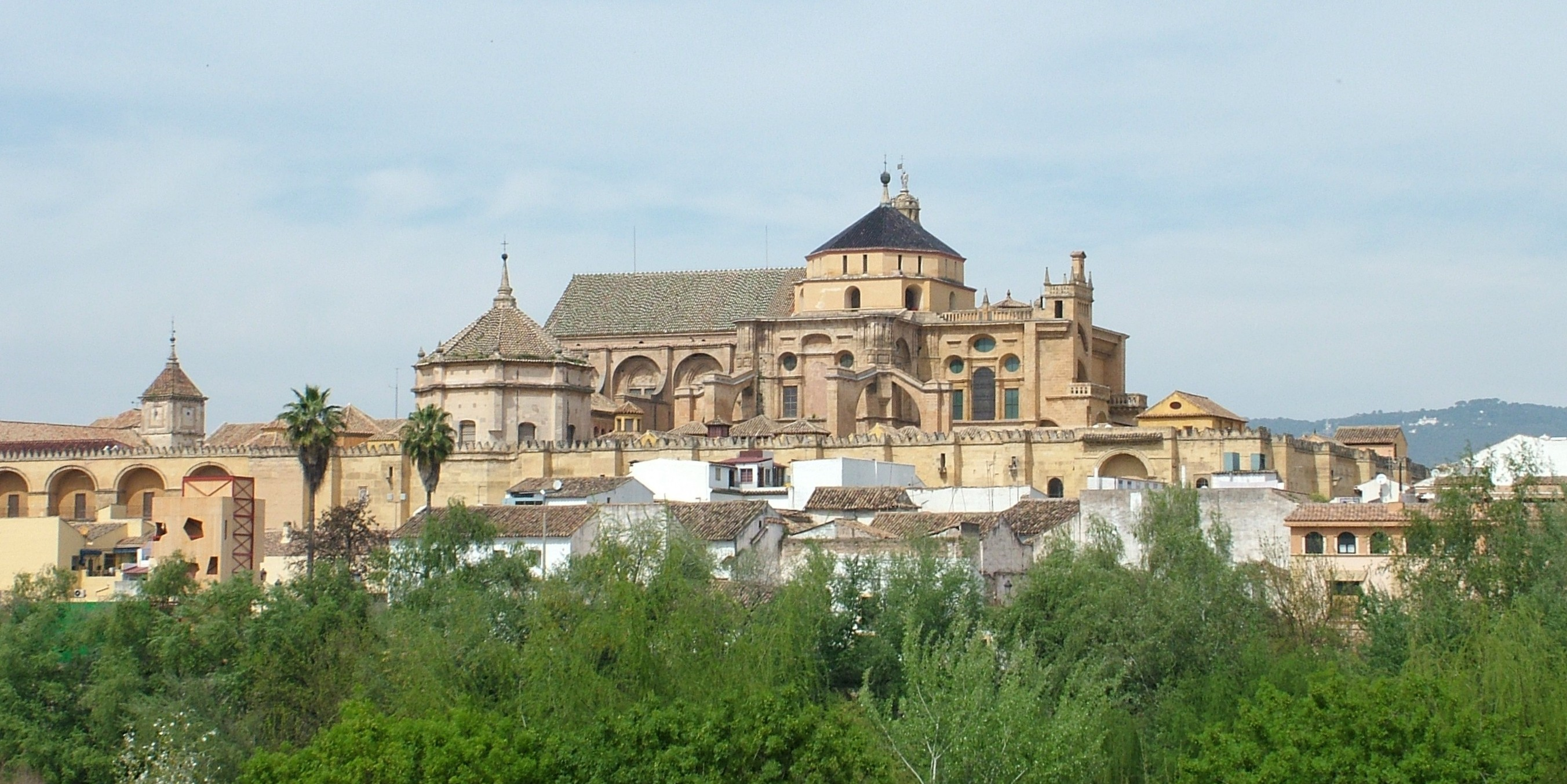
远景
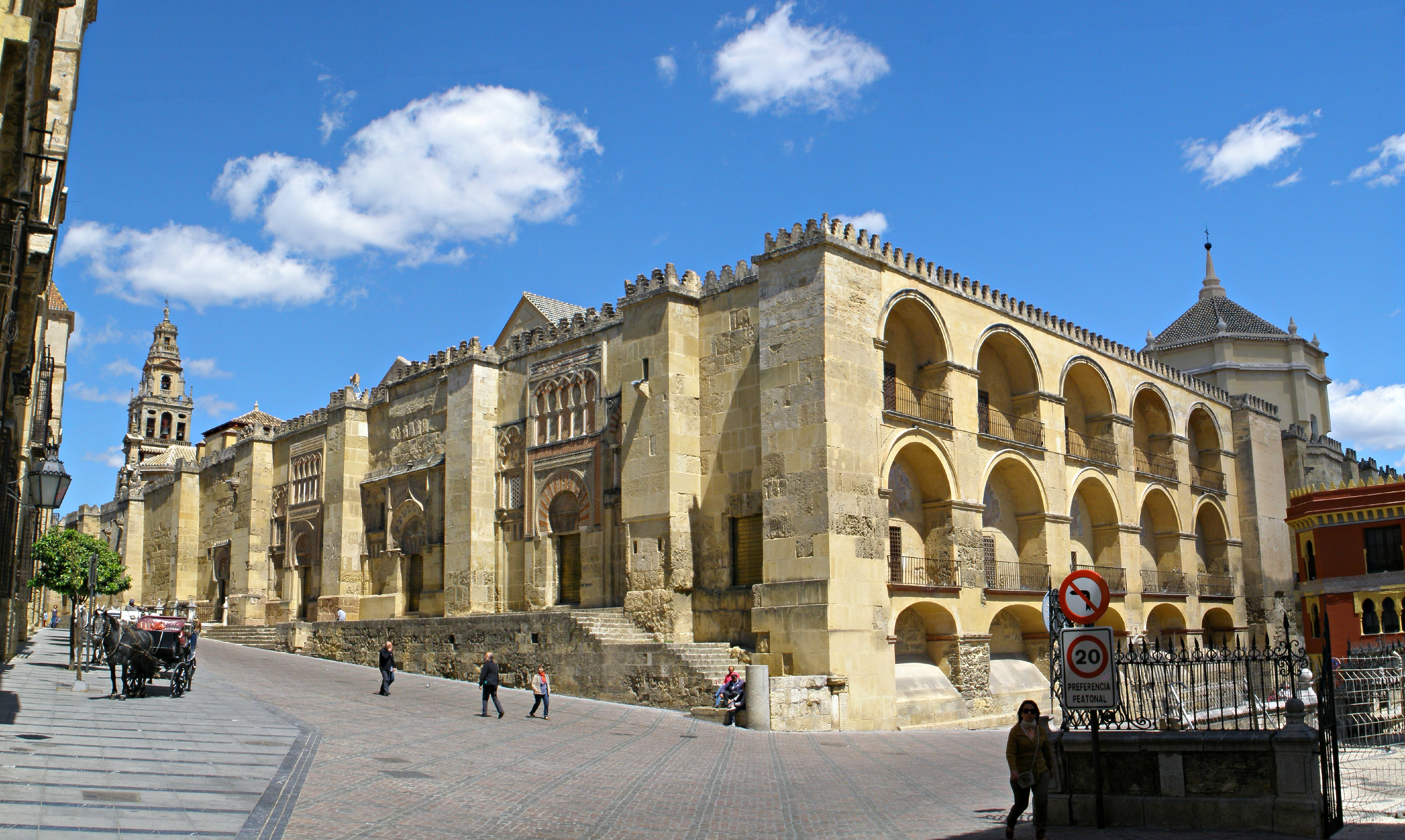
外部
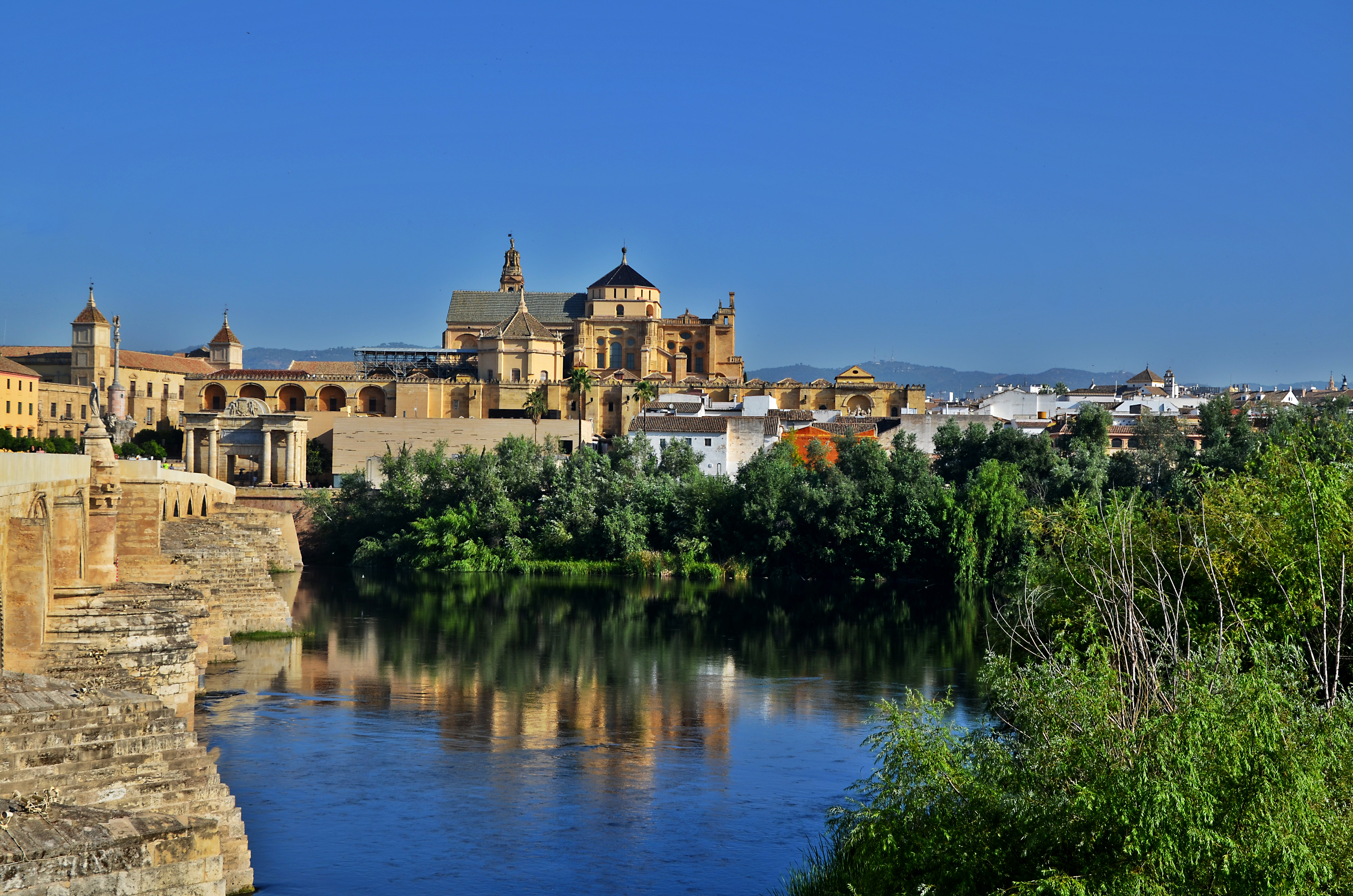
从瓜达尔基维尔河畔远望科尔多瓦主教座堂

## 参见

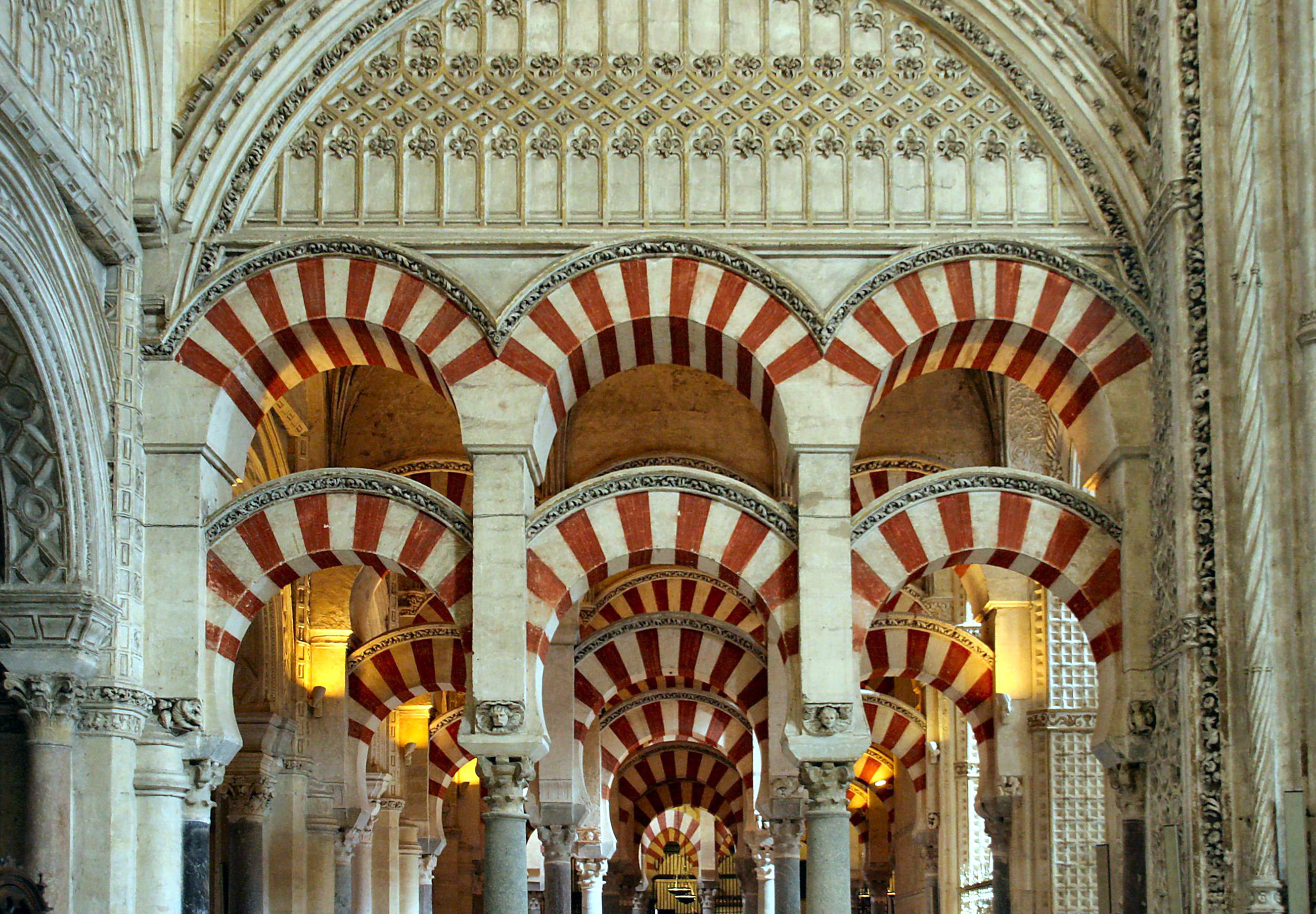
主祷告厅

## 扩展阅读
- Jover Báez, J.; Rosa, B.  56. 2017: 322–343  [2022-02-07]. （原始内容存档于2017-07-23） （西班牙语）. |journal=被忽略 (帮助); |number=被忽略 (帮助)
- Messina, Barbara. . Naples: Giannini. 2004. ISBN 9788874312368.